# Flaga Marianów Północnych
Flaga Marianów Północnych – prostokątna, niebieska z elementami ludowymi danej wyspy. Została przyjęta 1 lipca 1989.

## Symbolika
Kolor niebieski symbolizuje Ocean Spokojny, otaczający wyspy z miłością i w pokoju. Gwiazda jest symbolem wspólnoty, a kamień latte umieszczono dla upamiętnienia legendarnego bohatera Tagi. Reprezentuje on także wczesną cywilizację ludu Czamorro. Wieniec mwar-mwar, jaki wkłada się na głowę w czasie różnych ceremonii, symbolizuje kulturę i tradycję tubylców, pochodzących z Karolinów. W wieńcu tradycyjnie umieszczono kwiaty czterech roślin.

## Historyczne wersje flagi

Nieoficjalna flaga z lat 1972–1976
Flaga z lat 1976–1989